# Heinrich Roemmich
Heinrich Roemmich (* 12. Mai 1888 in der deutschen Kolonie Worms, Kolonistenbezirk Beresan, Russisches Kaiserreich; † 26. September 1980 in Stuttgart, Deutschland) war lutherischer Pastor, Lehrer, Gymnasialdirektor in Bessarabien, russlanddeutscher Politiker.

## Leben
Nach Absolvierung des Gymnasiums Zettelmann in Dorpat studierte Roemmich zwischen 1908 und 1915 Theologie in Dorpat, unterbrochen durch die Tätigkeit als Hauslehrer auf der Krim und Odessa. Am 1. September 1916 wurde er zum Pastor-Adjunkten in Glückstal bei Odessa ordiniert. Nach zweijähriger Tätigkeit als Pfarrer in Glückstal. 1917 floh er nach Bessarabien, wo er die Stelle des Religionslehrers am Knabengymnasium in Tarutino übernahm. Von 1919 bis 1932 war er Direktor dieser Schule. Die Schulkommission der deutschen Minderheit Bessarabiens wählte ihn 1922 an die Spitze des dreiköpfigen Vorstands mit Daniel Haase und Andreas Widmer. Neben seiner verdienstvollen Tätigkeit auf schulischem Gebiet – unter seiner Mitwirkung ist diese Schule in eine höhere Schule mit Deutsch als Unterrichtssprache umgewandelt worden – war Roemmich in den Spitzenorganisationen des Deutschtums in Bessarabien tätig: in der kirchlichen Organisation (Konsistorium), der völkischen (Deutscher Volksrat) und der deutschen Presse (Deutsches Volksblatt). Tarutino kristallisierte sich nach dem Anschluss Bessarabiens an Rumänien als Sitz aller dieser wichtigen Institutionen heraus.
Während seiner Tätigkeit als Pfarrer in Possendorf, Sachsen (1932 bis 1945) betreute er seine Landsleute und war mit viel Einfühlungsvermögen in den Umsiedlungslagern tätig. Roemmich ist der geistige Vater der Landsmannschaft der Deutschen aus Russland. Bald nach der Gründung der Bundesrepublik Deutschland setzte er sich mit den führenden russlanddeutschen Vertretern in Verbindung und wurde 1950 Mitbegründer und Vorsitzender der „Arbeitsgemeinschaft der Ostumsiedler“. So hieß die Landsmannschaft bis zum Jahr 1955. Roemmich war ihr erster Vorsitzender 1950, ab 1952 Geschäftsführer, ab 1954 Sprecher, ab 1968 Ehrenpräsident.
Als Pfarrer im Ruhestand war Roemmich Mitarbeiter von Kirche im Osten (Vandenhoeck & Ruprecht).

## Veröffentlichungen (Auswahl)
- Deutsches Privatknabengymnasium mit Oeffentlichkeitsrechten zu Tarutino. Bericht über das Schuljahr 1921/22. 1922.
- Ignaz Lindl. Ein Beitrag zur Geschichte der Deutschen Bessarabiens. Leipzig 1927.
- (mit Karl Liebram) Politisches Leben der Deutschen [in der Bukowina]. In: Carl Petersen et al.: Handwörterbuch des Grenz- und Auslanddeutschtums. Bd. 1. Breslau, 1933 (S. 411 f.)
- Die Tragödie der deutschen Volksgruppen in Rußland. 1958, in: Heimatbuch der Deutschen aus Rußland. Stuttgart, 1958
- The rose and the sickle. Survival of the Lutheran Church in Russia. Saskatoon 1984.
- mit Johannes Schleuning, Eugen Bachmann: Und siehe, wir leben! Der Weg der evangelisch-lutherischen Kirche Russlands in 4 Jahrhunderten. Erlangen 1977. ISBN 978-3-87513-014-0.
- Die evangelisch-lutherische Kirche in Rußland unter der Sowjetherrschaft, in: Heimatbuch der Deutschen aus Rußland, 1961, S. 81–110.
- Die evangelisch-lutherische Kirche in Rußland in Vergangenheit und Gegenwart, in: Joseph Schnurr, Die Kirchen und das religiöse Leben der Rußlanddeutschen. Evangelischer Teil, Stuttgart 2. überarbeitete und verbesserte Auflage 1978, S. 1–62.
- Die Rußlanddeutschen in der Revolution 1917, in: Osteuropa, Nr. 9, 1967, S. 672–680.
- Das deutsche Schulwesen in der Sowjetunion, in: Heimatbuch 1960, S. 59–73.
- Ursprung des ukrainischen Stundismus, in: Heimatbuch 1967/68, S. 65–80.